# Roy Folkman

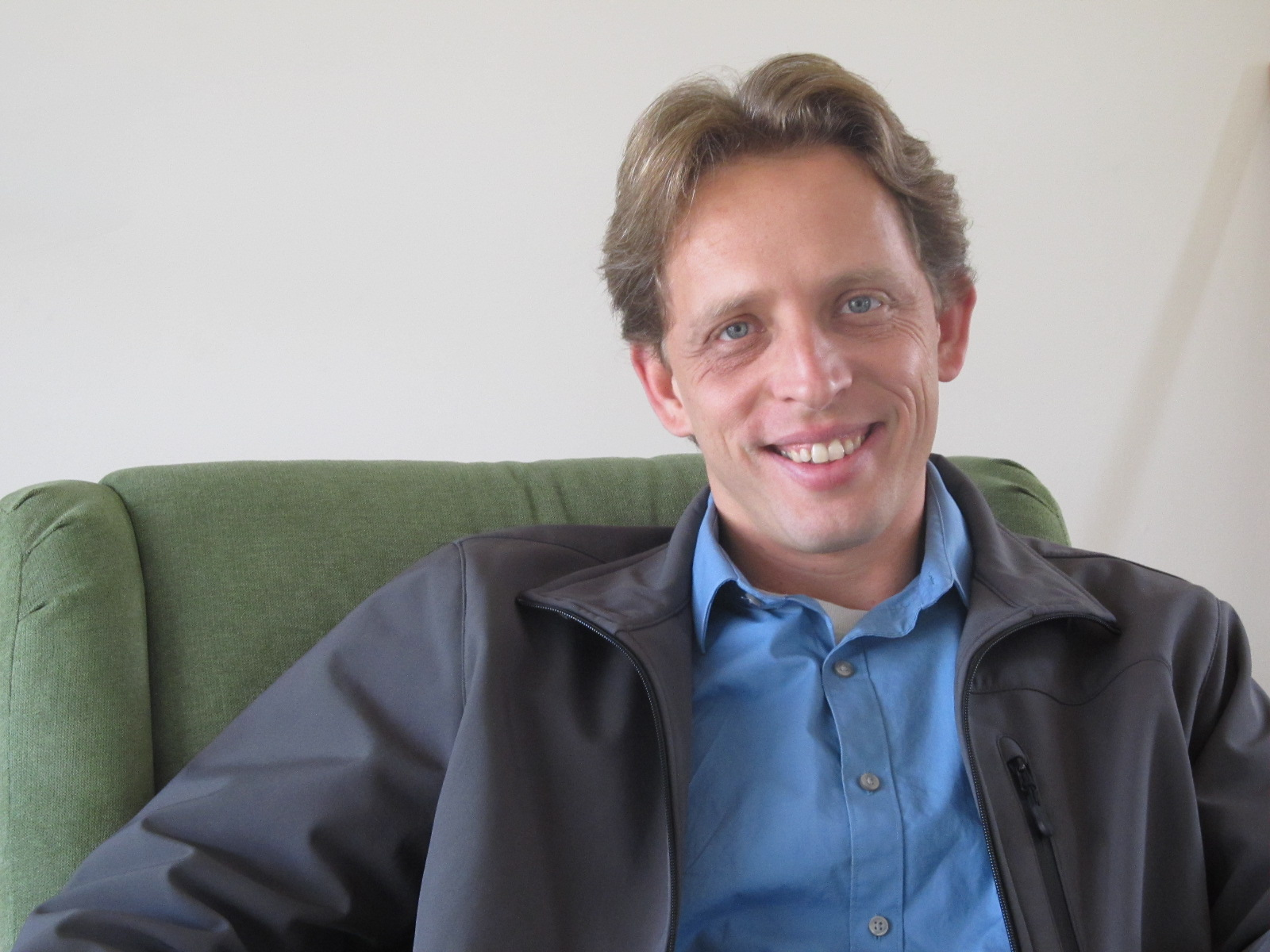
Roy Folkman

Roy Folkman (hebräisch רועי פולקמן; * 1975) ist ein israelischer Politiker der Partei Kulanu.

## Leben
Nach seinem Militärdienst bei den Israelischen Verteidigungsstreitkräften studierte Folkman an der Hebräischen Universität Jerusalem Wirtschaftswissenschaften. Danach studierte er Politikwissenschaften an der Harvard Kennedy School. Von 2008 bis 2012 war er als Berater für den Bürgermeister von Jerusalem Nir Barkat tätig. Folkman ist verheiratet, hat zwei Kinder und wohnt mit seiner Familie in Nes Harim. Von 2015 bis 2019 war Folkman Abgeordneter in der Knesset. Seit 2021 tritt er als Mitgründer des Start-ups JoinMe in Erscheinung, welches freiberufliche Tätigkeiten an ältere Personen vermittelt.